# Santo António de Tana (fragata)
A Fragata Santo António de Taná foi uma fragata portuguesa do século XVII, construída na Índia, que terá operado no Oceano Índico durante dezassete anos.

## Caracteristicas
- Artilharia: 50;
- Comprimento: 39/40 metros;
- Boca: entre 9,65 e 11,30 metros

## História
Em Dezembro de 1680 a fragata iniciou a sua carreira como um dos poucos navios de linha a operar no oceano Índico. Segundo fontes documentais terá operado durante dezassete anos de carreira.
Operou principalmente no oceano Índico com pelo menos uma viagem de ida e de volta até Lisboa.
Em Novembro de 1696 a fragata exercia funções de Nau Capitânia num esquadrão de socorro do oceano Índico. Comandada pelo capitão Domingues Pereira de Gusmão, a esquadra tinha instruções para fornecer reforços e abastecimentos ao Forte São Jesus em Mombaça, no actual Quénia.
No dia 20 de Outubro de 1697, ancorada junto ao forte, a fragata perdeu os cabos de amarração, e como resultado terá ficado à deriva, até que encalhou junto a uma bateria inimiga ficando sob fogo constante. Segue-se uma luta intensa entre os portugueses e omanitas pelo controle da fragata. Valeu-lhe uma sortida comandada pelo capitão José Pereira de Brito que tomou conta das paliçadas imediatamente acima da bateria inimiga. Com a posição táctica que favorecia aos portugueses as tropas omanitas não tiveram alternativa se não a de se retirarem e permitir o salvamento da fragata. A fragata é entretanto rebocada para junto da protecção da artilharia do forte e inspeccionada. Constatou-se então a existência de danos extensos à quilha e ao casco. Sob ordens do rei para não se perder nenhum dos navio de grande porte e completamente consciente do número reduzido de navios de guerra a operar na área, o General Sampaio de Melo foi relutante em ordenar o abandono da fragata. Seguiu-se um concelho de oficiais e homens bons para determinar o destino da mesma. Tomou-se a decisão de afundar o navio após o salvamento dos seus conteúdos. A quantidade de artefactos ainda depositados no naufrágio permite supor que essa operação não foi terminada antes do seu afundamento.
Em 1960 dois mergulhadores identificam os restos do navio.